# Don't Cry
"Don't Cry" là một bài hát của ban nhạc rock Guns N' Roses. Bài hát có hai phiên bản khác nhau: bài hát thứ 4 trong album Use Your Illusion I và bài thứ 13 trong album Use Your Illusion II. Hai phiên bản này có phần lời hát do Axl Rose hát lúc đầu thì khác nhau. Còn điệp khúc thì đồng nhất và toàn bộ phần còn lại của bài hát giống nhau.
Bài hát còn có sự tham gia của Shannon Hoon trong ban nhạc Blind Melon hát đệm cùng, anh là một fan cuồng nhiệt của Axl. Anh cũng có mặt trong video của bài hát.
Được xem như là một phần của bộ ba Illusion, "Don't Cry" là bài hát đầu tiên do ban nhạc tự sáng tác cho giọng hát của Axl Rose. Cùng với "Estranged" và "November Rain", bài hát đã dựng nên một câu truyện trong một phần của truyện ngắn "Without You" của Del James.
Axl nói rằng bài hát viết về một cô gái mà Izzy Stradlin hay đi chơi cùng. Axl đã bị cô gái đó cuốn hút.
Axl lúc đó đang ngồi bên ngoài nhà hát The Roxy khóc khi cô ấy chào tạm biệt và cô còn nói với Axl rằng "Don't cry" ("đừng khóc").
Axl và Izzy đã đi cùng nhau vào buổi tối tiếp theo và viết ra bài hát trong vòng 5 phút.

## Video âm nhạc

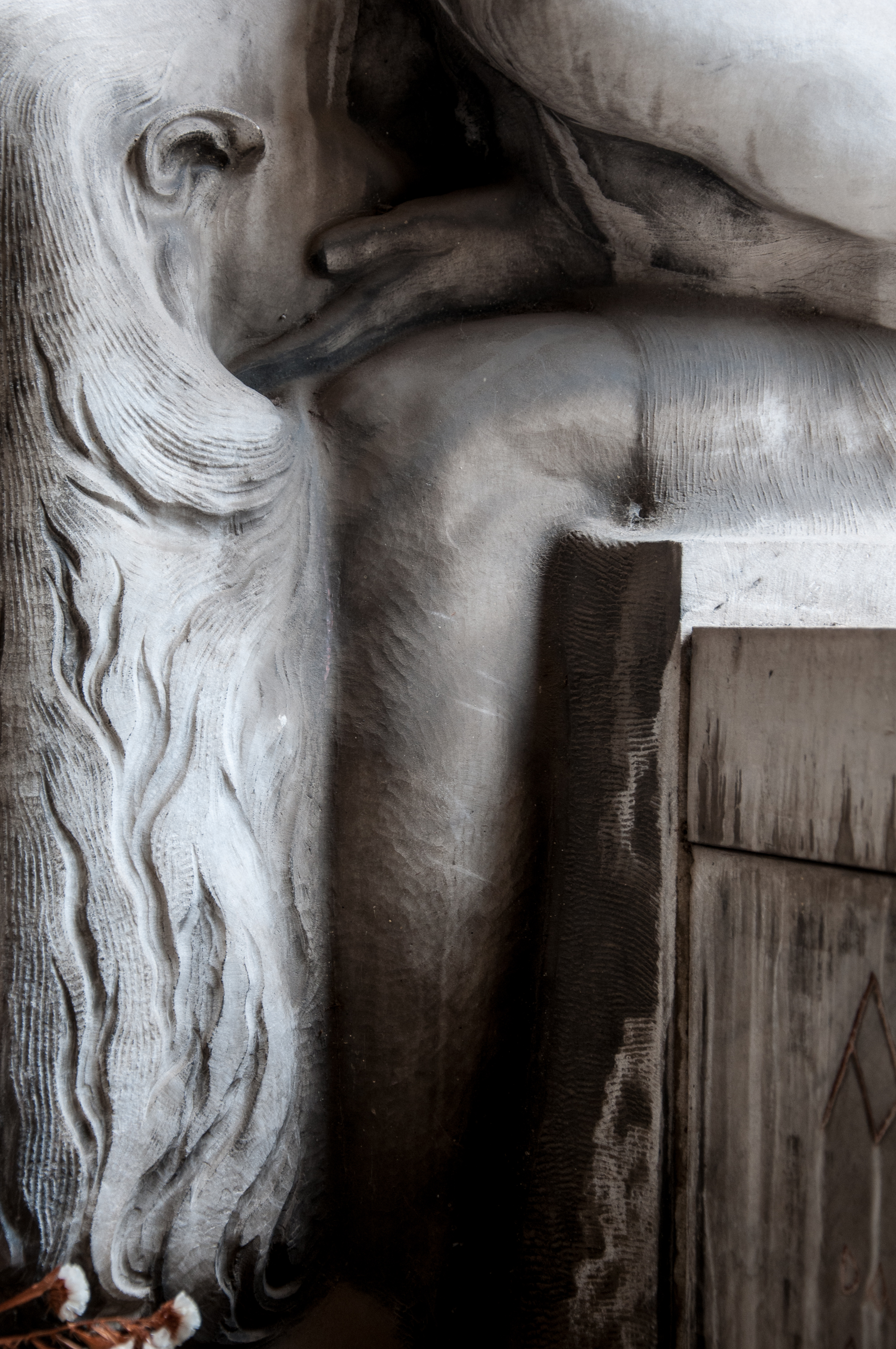
Hình ảnh trong video bài hát

Video âm nhạc của bài hát này giống như những video âm nhạc khác trong các album Illusion, là có quá nhiều hình ảnh mang tính phim ảnh hơn là hình ảnh về công việc của ban nhạc, miêu tả nhân vật chính trong sự tìm hiểu người vợ sau này của anh ấy như là một cuộc chiến đầy cảm xúc. Mặc dù không có âm thanh mạnh mẽ như những người hâm một vẫn thường thấy trong các bài hát của ban nhạc, bài hát vẫn được coi như là một trong những video hay nhất của ban nhạc đã phát hành trong thời gian ngắn ngủi bên nhau của ban nhạc.
Tay chơi ghi ta Izzy Stradlin, là đồng tác giả của bài hát, không có mặt trong video này nhưng có thể nhận thấy anh trong một tờ giấy có dòng chữ viết tay, "Where's Izzy?" ("Izzy đâu?"). Axl cũng chỉ được nhìn thấy rất chớp nhoáng, đang đội một cái mũ chơi bóng chày của đội St. Louis Cardinals. Chi tiết này có liên quan tới việc vào năm 1991 Rose nhảy vào giữa một đám khán giả tại St. Louis ngay vào lúc đang hát dở chừng sau khi một người đàn ông đang cầm máy quay phim đang bị đuổi bắt và đã có sự náo động tiếp theo sau đó.